# Turkonethes solifugus
Turkonethes solifugus là một loài chân đều trong họ Trichoniscidae. Loài này được Verhoeff miêu tả khoa học năm 1943.